# Fase de Classificació de la Copa del Món de Rugbi 1991-Europa
Entre 1989 i 1990, 14 seleccions van participar en la Fase de Classificació de la Copa del Món de Rugbi de 1991 a la zona europea, en busca de una de les dues places per a la fase final.

## Fase preliminar

### Grup 1
- Lligueta a una sola volta, el campió avança a la següent fase.

| Equip     | Jugats | Guanyats | Empatats | Perduts | A favor | En contra | Diferència | Punts |
| --------- | ------ | -------- | -------- | ------- | ------- | --------- | ---------- | ----- |
| Suècia    | 3      | 3        | 0        | 0       | 88      | 25        | +63        | 9     |
| Dinamarca | 3      | 2        | 0        | 1       | 42      | 47        | -5         | 7     |
| Suïssa    | 3      | 1        | 0        | 2       | 49      | 74        | -25        | 5     |
| Israel    | 3      | 0        | 0        | 3       | 31      | 64        | -33        | 3     |
| Israel | 15 - 22 | Suïssa | 30 d'abril de 1989 - Chinon |
|        |         |        | 30 d'abril de 1989 - Chinon |

| Dinamarca | 0 - 39 | Suècia | 30 d'abril de 1989 - Chinon |
|           |        |        | 30 d'abril de 1989 - Chinon |

| Dinamarca | 26 - 12 | Suïssa | 2 May 1989 - Tours |
|           |         |        | 2 May 1989 - Tours |

| Israel | 10 - 26 | Suècia | 2 May 1989 - Tours |
|        |         |        | 2 May 1989 - Tours |

| Suècia | 33 - 15 | Suïssa | 4 May 1989 - Loches |
|        |         |        | 4 May 1989 - Loches |

| Dinamarca | 16 - 6 | Israel | 4 May 1989 - Tours |
|           |        |        | 4 May 1989 - Tours |

### Grup 2
- A partit únic, el guanyador avança a la següent fase.

- Fase 1

| Txecoslovàquia | 23 - 6 | Iugoslàvia | 9 de setembre de 1989 - Vyskov |
|                |        |            | 9 de setembre de 1989 - Vyskov |

- Fase 2

| Alemanya | 6 - 12 | Països Baixos | 17 de setembre de 1989 - Heidelberg |
|          |        |               | 17 de setembre de 1989 - Heidelberg |

| Txecoslovàquia | 13 - 15 | Portugal | 1 d'octubre de 1989 - Ricany |
|                |         |          | 1 d'octubre de 1989 - Ricany |

- Fase 3

| Països Baixos | 32 - 3 | Portugal | 8 d'octubre de 1989 - Metz |
|               |        |          | 8 d'octubre de 1989 - Metz |

## Final de la fase preliminar
- A partit únic, el guanyador avança a la següent fase.

| Països Baixos | 24 - 3 | Suècia | 15 d'octubre de 1989 - Copenhaguen |
|               |        |        | 15 d'octubre de 1989 - Copenhaguen |

## 2a fase
- Lligueta a una volta jugada a la Ciudad Universitaria de Madrid (Espanya). els dos primers avancen a la següent fase.

Classificació Final
| Equip         | Jugats | Guanyats | Empatats | Perduts | A favor | En contra | Diferència | Punts |
| ------------- | ------ | -------- | -------- | ------- | ------- | --------- | ---------- | ----- |
| Espanya       | 3      | 3        | 0        | 0       | 125     | 33        | +92        | 9     |
| Països Baixos | 3      | 2        | 0        | 1       | 80      | 68        | +12        | 7     |
| Polònia       | 3      | 1        | 0        | 2       | 61      | 94        | -33        | 5     |
| Bèlgica       | 3      | 0        | 0        | 3       | 44      | 115       | -71        | 3     |
| Espanya | 29 - 15 | Països Baixos | 29 d'octubre de 1989 - Ciudad Universitaria, Madrid |
|         |         |               | 29 d'octubre de 1989 - Ciudad Universitaria, Madrid |

| Bèlgica | 23 - 25 | Polònia | 29 d'octubre de 1989 - Ciudad Universitaria, Madrid |
|         |         |         | 29 d'octubre de 1989 - Ciudad Universitaria, Madrid |

| Espanya | 23 - 9 | Polònia | 1 de novembre de 1989 - Ciudad Universitaria, Madrid |
|         |        |         | 1 de novembre de 1989 - Ciudad Universitaria, Madrid |

| Bèlgica | 12 - 32 | Països Baixos | 1 de novembre de 1989 - Ciudad Universitaria, Madrid |
|         |         |               | 1 de novembre de 1989 - Ciudad Universitaria, Madrid |

| Espanya | 58 - 6 | Bèlgica | 5 de novembre de 1989 - Ciudad Universitaria, Madrid |
|         |        |         | 5 de novembre de 1989 - Ciudad Universitaria, Madrid |

| Països Baixos | 33 - 27 | Polònia | 5 de novembre de 1989 - Ciudad Universitaria, Madrid |
|               |         |         | 5 de novembre de 1989 - Ciudad Universitaria, Madrid |

## Fase final
- Lligueta a una volta, els dos primers es classifiquen per la Copa del món de Rugbi de 2011.

Classificació Final
| Equip         | Jugats | Guanyats | Empatats | Perduts | A favor | En contra | Diferència | Punts |
| ------------- | ------ | -------- | -------- | ------- | ------- | --------- | ---------- | ----- |
| Itàlia        | 3      | 3        | 0        | 0       | 83      | 38        | +45        | 9     |
| Romania       | 3      | 2        | 0        | 1       | 85      | 42        | +43        | 7     |
| Espanya       | 3      | 1        | 0        | 2       | 34      | 61        | -27        | 5     |
| Països Baixos | 3      | 0        | 0        | 3       | 30      | 91        | -61        | 3     |
| Itàlia | 30 - 6 | Espanya | 30 de setembre de 1990 - Stadio Battaglini, Rovigo |
|        |        |         | 30 de setembre de 1990 - Stadio Battaglini, Rovigo |

| Països Baixos | 7 - 45 | Romania | 30 de setembre de 1990 - Monigo, Treviso |
|               |        |         | 30 de setembre de 1990 - Monigo, Treviso |

| Romania | 19 - 6 | Espanya | 3 d'octubre de 1990 - Stadio Plebiscito, Pàdua |
|         |        |         | 3 d'octubre de 1990 - Stadio Plebiscito, Pàdua |

| Itàlia | 24 - 11 | Països Baixos | 3 d'octubre de 1990 - Monigo, Treviso |
|        |         |               | 3 d'octubre de 1990 - Monigo, Treviso |

| Països Baixos | 12 - 22 | Espanya | 7 d'octubre de 1990 - Stadio Battaglini, Rovigo |
|               |         |         | 7 d'octubre de 1990 - Stadio Battaglini, Rovigo |

| Itàlia | 29 - 21 | Romania | 7 d'octubre de 1990 - Stadio Plebiscito, Pàdua |
|        |         |         | 7 d'octubre de 1990 - Stadio Plebiscito, Pàdua |